# Syssel
Syssel var under medeltiden en typ av administrativt distrikt i delar av Norden. Det används också idag på Färöarna.

## Norge
I Norge fanns syssel under medeltiden en typ av administrativt distrikt som leddes av en sysselmand, den efter år 1150 vanliga beteckningen för den kungliga distriktsombudsmannen.
Sysselindelningen genomfördes under kung Sverre Sigurdsson och betecknar grundläggningen av en ämbetsorganisation, vars innehavare bildade en ny adel, en av konungamakten organiserad ämbetsmannaaristokrati som avlönades med förläningar.
Vid tiden för Magnus Lagaböters landslag, i början av 1270-talet, var denna organisation helt feodaliserad, i och med att sysselmanden var en kunglig förvaltare och samtidigt uppbördsman, polis-, länsmans- och kronofogdemyndighet och befälhavare över ledungstrupperna i sitt syssel, samtidigt som han förlänades kronogods. Kort sagt var han konungens vasall. Denna ställning medförde högadligt maktinnehav och reaktionen mot det kom snart i Håkon Magnussons lagstiftning. Han avskaffade år 1308 sysselinstitutionen, upphävde sysselmandsvärdigheten och indrog kronogodsförläningarna. Håkon Magnusson införde i stället en ny administrativ-judiciell organisation, vars förebild hämtats från England och där benämningen syssel ersattes av len.

### Svalbard
På Svalbard finns sedan år 1925 en sysselmann, sedan 2021 kallad sysselmestere, se Sysselmesteren på Svalbard.

## Danmark
Även i Danmark infördes en sysselindelning under tidig medeltid. Detta gällde dock endast Jylland och Själland, där ett syssel bestod av ett antal härader (herreder). De 14 sysslerna på Jylland hade både kyrkliga (genom sysselprosten) och världsliga uppgifter.  Den högsta myndigheten i ett jylländskt syssel var sysseltinget, även kallat bygdetinget. De jylländska sysslernas betydelse avtog under medeltiden, men behöll en viss status som tingsplats, där även handel ägde rum. De fyra sysslerna på Själland skötte endast kyrkliga angelägenheter och varje syssel leddes av en sysselprost. Vid reformationen år 1536 avskaffades den danska sysselindelningen helt. 

### Färöarna
Färöarna är däremot alltjämt indelade i sýslur (se Färöarnas regioner). Färöarna tillhörde i äldre tid Norge, sedermera Danmark.

## Island
På Island, som varit del av Norge och Danmark, fanns förr en indelning i sýslur, vilka fungerade som polisdistrikt.

## Sverige
I Sverige infördes aldrig någon sysselindelning, men ordet har i begränsad omfattning använts även där; delar av Värmland kallades i äldre tid  Mellansysslet, Södersysslet och Östersysslet, vilka tjänade som benämningar på domsagor och bestod av ett antal härader.
Mellansysslets domsaga omfattade Kils, Karlstads och Grums härader, Södersysslets domsaga omfattade Gillbergs och Näs härader, medan Östersysslets domsaga omfattade Färnebo, Ölme, Visnums och Väse härader.
Bohuslän söder om Uddevalla, som tidigare var norskt, har också kallats för Älvsyssel (beläget norr om Göta älv).